# Saint-Just-en-Chaussée
Pour les articles homonymes, voir Saint-Just.
Saint-Just-en-Chaussée est une commune française située dans le département de l'Oise, en région Hauts-de-France. Ses habitants sont appelés les Saint-Justois et les Saint-Justoises.

## Géographie

### Localisation
Saint-Just-en-Chaussée est une ville picarde française située à 80 km au nord de Paris, à 28 km à l'est de Beauvais, située dans le département de l'Oise. La ville est une des villes les plus importantes du plateau picard.

### Communes limitrophes
| Catillon-Fumechon | Quinquempoix           | Plainval                   |
|                   | Saint-Just-en-Chaussée | Le Plessier-sur-Saint-Just |
| Nourard-le-Franc  | Valescourt             |                            |

### Relief, paysage, végétation
Le relief de la commune est celui d'un plateau crayeux entrecoupé par une vallée. La commune s'étend sur 14,7 km2 avec une altitude allant de 86 m à 172 m.

### Hydrographie

#### Réseau hydrographique
La commune est située dans le bassin Seine-Normandie. Elle est drainée par l'Arré,.
L'Arré, d'une longueur de 16 km, prend sa source dans la commune  et se jette  dans la Brêche à Agnetz, après avoir traversé huit communes.

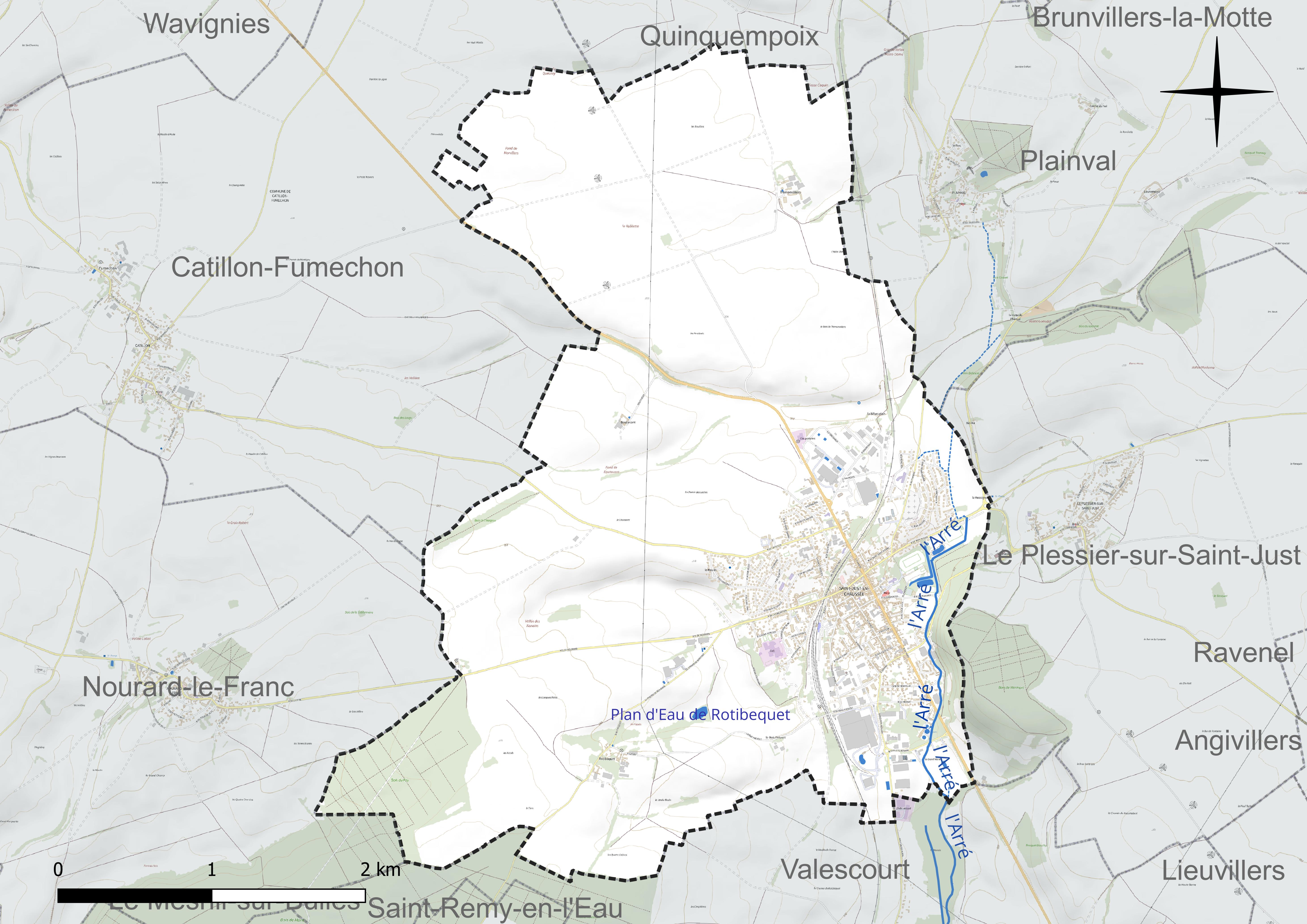
Réseau hydrographique de Saint-Just-en-Chaussée.

Un plan d'eau complète le réseau hydrographique : le plan d'eau de Rotibequet (0,5 ha),.

#### Gestion et qualité des eaux
Le territoire communal est couvert par le schéma d'aménagement et de gestion des eaux (SAGE) « Sensée ». Ce document de planification concerne un territoire de 492 km2 de superficie, délimité par le bassin versant de la Brêche. Le périmètre a été arrêté le 9 février 2017 et le SAGE proprement dit a été approuvé le 25 novembre 2021. La structure porteuse de l'élaboration et de la mise en œuvre est le syndicat mixte du Bassin Versant de la Brèche (SMBVB).
La qualité des cours d'eau peut être consultée sur un site dédié géré par les agences de l'eau et l'Agence française pour la biodiversité.

### Climat
Pour des articles plus généraux, voir Climat des Hauts-de-France et Climat de l'Oise.
En 2010, le climat de la commune est de type climat océanique dégradé des plaines du Centre et du Nord, selon une étude du CNRS s'appuyant sur une série de données couvrant la période 1971-2000. En 2020, Météo-France publie une typologie des climats de la France métropolitaine dans laquelle la commune est exposée à un climat océanique et est dans la région climatique Nord-est du bassin Parisien, caractérisée par un ensoleillement médiocre, une pluviométrie moyenne régulièrement répartie au cours de l'année et un hiver froid (3 °C).
Pour la période 1971-2000, la température annuelle moyenne est de 10,4 °C, avec une amplitude thermique annuelle de 14,5 °C. Le cumul annuel moyen de précipitations est de 671 mm, avec 11,2 jours de précipitations en janvier et 8,3 jours en juillet. Pour la période 1991-2020, la température moyenne annuelle observée sur la station météorologique la plus proche, située sur la commune de Godenvillers à 13 km à vol d'oiseau, est de 11,1 °C et le cumul annuel moyen de précipitations est de 701,9 mm,. Pour l'avenir, les paramètres climatiques de la commune estimés pour 2050 selon différents scénarios d'émission de gaz à effet de serre sont consultables sur un site dédié publié par Météo-France en novembre 2022.

## Urbanisme

### Typologie
Au 1er janvier 2024, Saint-Just-en-Chaussée est catégorisée petite ville, selon la nouvelle grille communale de densité à sept niveaux définie par l'Insee en 2022.
Elle appartient à l'unité urbaine de Saint-Just-en-Chaussée, une agglomération intra-départementale regroupant deux  communes, dont elle est ville-centre,,. Par ailleurs la commune fait partie de l'aire d'attraction de Paris, dont elle est une commune de la couronne,.

### Occupation des sols
L'occupation des sols de la commune, telle qu'elle ressort de la base de données européenne d'occupation biophysique des sols Corine Land Cover (CLC), est marquée par l'importance des territoires agricoles (76,5 % en 2018), en diminution par rapport à 1990 (80,1 %). La répartition détaillée en 2018 est la suivante : 
terres arables (74 %), zones urbanisées (10,5 %), zones industrielles ou commerciales et réseaux de communication (6,7 %), forêts (6,3 %), zones agricoles hétérogènes (1,9 %), prairies (0,6 %). L'évolution de l'occupation des sols de la commune et de ses infrastructures peut être observée sur les différentes représentations cartographiques du territoire : la carte de Cassini (XVIIIe siècle), la carte d'état-major (1820-1866) et les cartes ou photos aériennes de l'IGN pour la période actuelle (1950 à aujourd'hui).

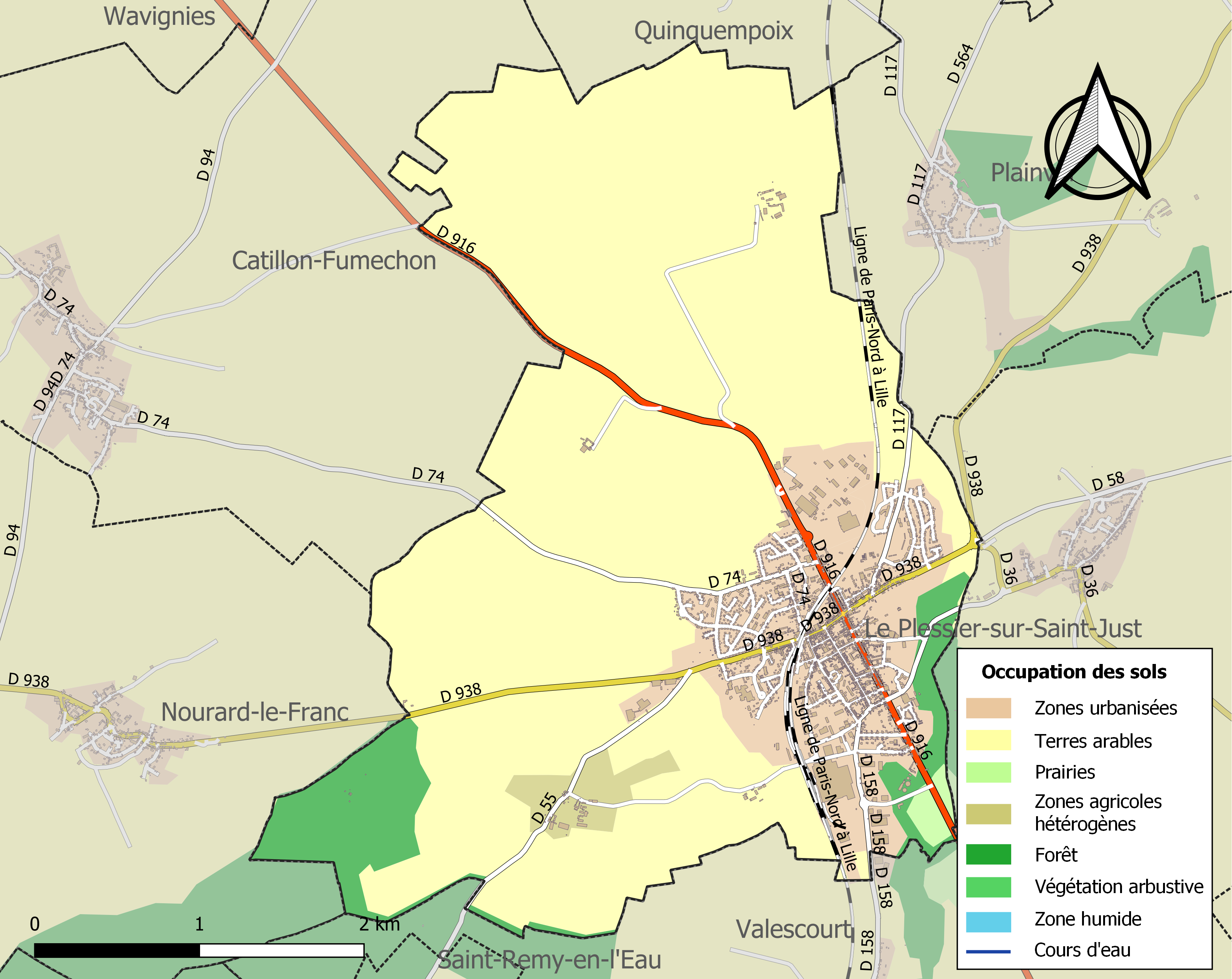
Carte des infrastructures et de l'occupation des sols de la commune en 2018 (CLC).

### Habitat et logement
En 2018, le nombre total de logements dans la commune était de 2 940, alors qu'il était de 2 871 en 2013 et de 2 570 en 2008.
Parmi ces logements, 91,9 % étaient des résidences principales, 0,5 % des résidences secondaires et 7,5 % des logements vacants. Ces logements étaient pour 52,9 % d'entre eux des maisons individuelles et pour 46 % des appartements.
Le tableau ci-dessous présente la typologie des logements à Saint-Just-en-Chaussée en 2018 en comparaison avec celle de l'Oise et de la France entière. Une caractéristique marquante du parc de logements est ainsi une proportion de résidences secondaires et logements occasionnels (0,5 %) inférieure à celle du département (2,5 %) et à celle de la France entière (9,7 %). Concernant le statut d'occupation de ces logements, 42,8 % des habitants de la commune sont propriétaires de leur logement (42,7 % en 2013), contre 61,4 % pour l'Oise et 57,5 % pour la France entière.
| Typologie                                               | Saint-Just-en-Chaussée | Oise | France entière |
| ------------------------------------------------------- | ---------------------- | ---- | -------------- |
| Résidences principales (en %)                           | 91,9                   | 90,4 | 82,1           |
| Résidences secondaires et logements occasionnels (en %) | 0,5                    | 2,5  | 9,7            |
| Logements vacants (en %)                                | 7,5                    | 7,1  | 8,2            |

### Voies de communication et transports

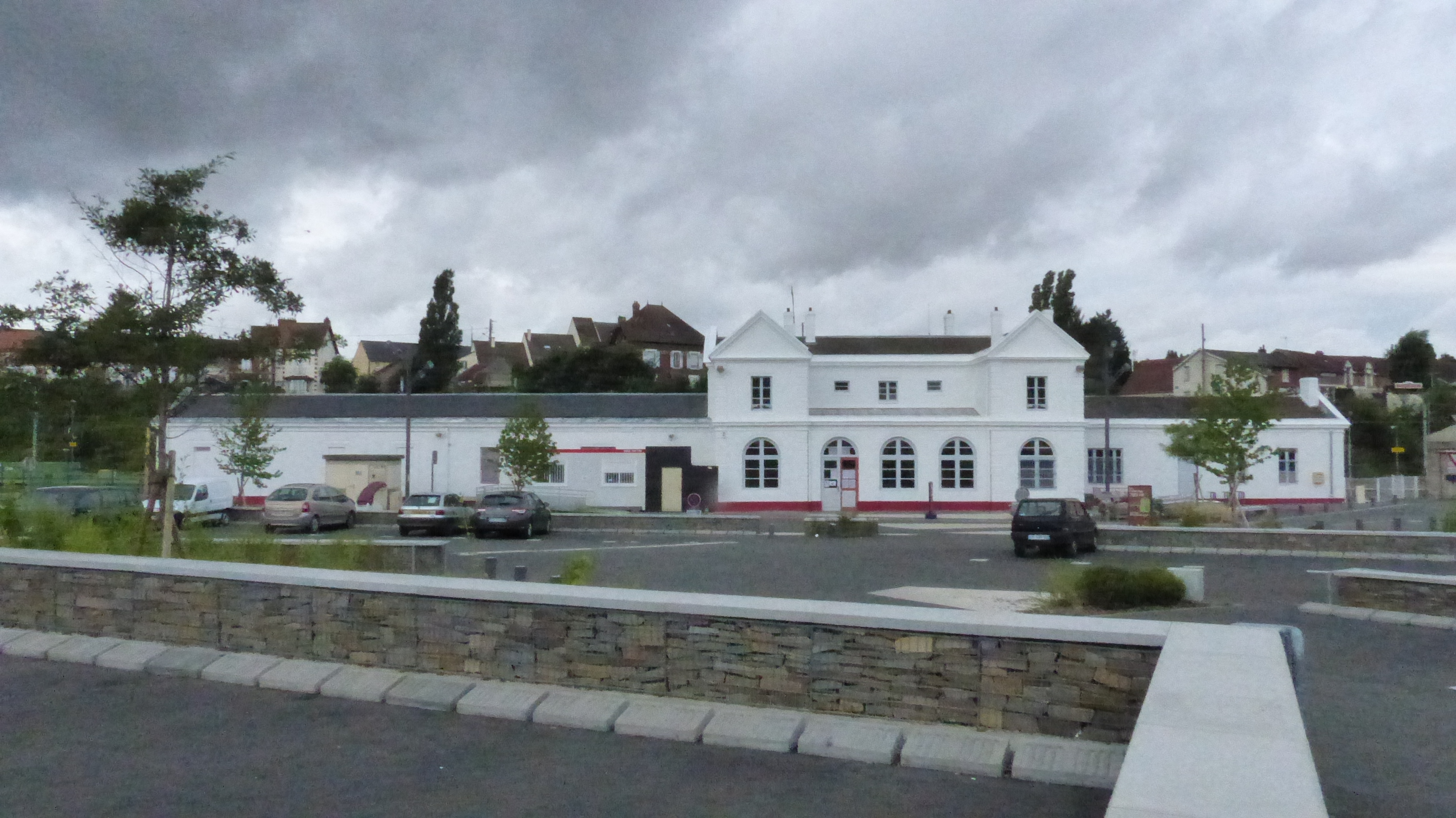
La gare de Saint-Just-en-Chaussée en 2014.

La ville de Saint-Just-en-Chaussée s'est développée à partir de sa position de carrefour routier et de l'arrivée du chemin de fer et de l'industrialisation.
Saint-Just est située au carrefour des anciennes routes nationales RN 38 (La Fère à Beauvais) et RN 16 (Paris - Clermont - Amiens), les actuelles RD 938 et 916.
Au plan ferroviaire, Saint-Just dispose d'une gare sur la Ligne de Paris-Nord à Lille, desservie par des trains TER Hauts-de-France qui effectuent des missions entre les gares de Paris-Nord et Amiens.
La commune est desservie, en 2023, par les lignes 613, 662, 683, 684, 685, 6304, 6309, 6328 et 6342 du réseau interurbain de l'Oise.

## Toponymie
Le nom de la localité est attesté sous les formes Sinomovicus (Xe) ; « est locus antiqua appellatione Sinamovicus » (XIe) ; in villa sancti Justi (1013) ; apud sanctum Justum (1107) ; abbate sancti Justi (1157) ; de Sancto Justo (1164) ; Sanctus Justus (1170) ; sigillum petri abbatis sancti Justi (1190) ; apud sanctum iustum (1194) ; Si Justi Belvacen (1243) ; castellanus de Sancto Justo (1273) ; Saint Just en Biauvoisis (1299) ; Saint Just en Beauvoisins (1302) ; S. Juste en Beauvoisin (1343) ; Sainct Just en Beauvoisis (1369) ; Sainct Just ou pays de Beauvoisis (1492) ; Saint Just en Beauvoisis (1525) ; Saint Just l'abbaye (1575) ; St Just (1667) ; Saint-Just-en-Chaussée (1840).
Saint-Just est un hagiotoponyme qui fait référence à Juste de Beauvais, enfant de neuf ans qui aurait été martyrisé en ces lieux à la fin du IIIe siècle (287).
Avant le IVe siècle, à l'intersection de deux chaussées Brunehaut, sur le territoire des Bellovaques, s'installent quelques maisons formant le village de Sinomovicus (Simonville). Ce nom disparaît, au profit successivement de Saint-Just (en 1015), Saint-Just-en-Beauvaisy, Saint-Just-l'Abbaye, et enfin Saint-Just-en Chaussée.

## Histoire

### Antiquité
Un important sanctuaire gaulois enclos d'un fossé large et profond a été édifié sur un point haut du paysage au cours du second âge du fer (450 à 50 avant notre ère) et existait avant et après la guerre des Gaules. Des fondations de bâtiments, des caves et des puits ont été découverts lors de fouilles menées dès les années 1970.
Située sur la via Agrippa de l'Océan allant de Lugdunum (Lyon) à Gesoriacum (Boulogne-sur-Mer), l'agglomération gallo-romaine était un point de jonction de deux voies romaines.
En 287, Juste de Beauvais, enfant chrétien âgé de neuf ans, y aurait été décapité par les autorités romaines.

### Moyen Âge
Au Moyen Âge la ville était fortifiée, elle fut un lieu de villégiature des évêques de Beauvais aux XIIe et XIVe siècles. L'abbaye prémontrée construite en 1119 ainsi que le château des évêques furent tous deux détruits en 1347. L'abbaye reconstruite finira brûlée en 1707.
Le château fortifié de la rue Prévost n'existe plus, cette rue est une ancienne commune rattachée à Saint-Just en 1793.

### Époque moderne
Durant la terrible guerre de Trente Ans, en 1636, la ville est brûlée et pillée par les Espagnols.

### Époque contemporaine
Chemins de fer et industrialisation

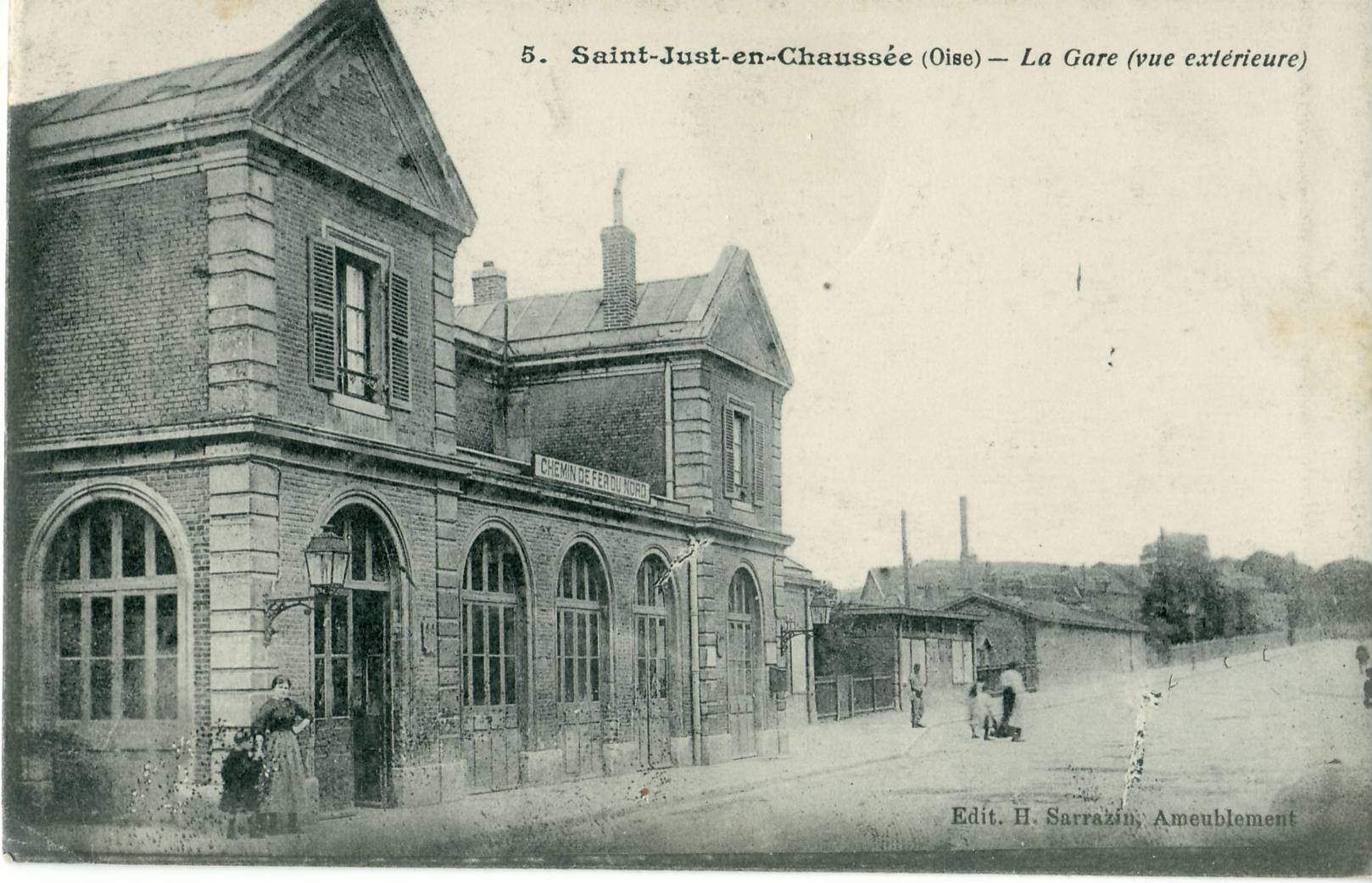
La gare de Saint-Just-en-Chaussée au début du XXe siècle.

La gare de Saint-Just-en-Chaussée, ouverte en 1846, était autrefois un carrefour ferroviaire important entre :
- la ligne Paris - Lille et la ligne Paris - Calais / Londres de la Compagnie du Nord et d'autres plus petites.
- la ligne de La Rue-Saint-Pierre et
- la ligne de Douai.

De 1891 à 1961, elle était également le cœur de la petite ligne d'intérêt local à voie métrique entre Estrées-Saint-Denis, Froissy et Crèvecœur-le-Grand, exploitée par une compagnie privée, la Compagnie générale de voies ferrées d'intérêt local.
L'arrivée du chemin de fer permit le développement de l'industrie sucrière à Saint-Just, avec la création de la sucrerie en 1873. La construction de cette grande usine à vapeur pour l'entreprise Desjardins et Cie coûta la somme importante de 3 100 000 francs pour la fabrication du sucre de betteraves. Les betteraves étaient traitées dans une râperie adjacente à l'établissement mais, dès 1884, d'autres râperies étaient  implantées à Gannes, Lieuvillers, Wacquemoulin et Ravenel. Le jus sucré produit était transmis à Saint-Just par des conduites souterraines. L'entreprise occupait alors 400 salariés pendant les quatre mois de la campagne betteravière. En 1877, elle prend la dénomination de Sucrerie Centrale S.A., puis, en 1898 celle de Piettres Frères. Elle est modernisée en 1900 et 1913, date à laquelle elle est rachetée par la Société des Raffinerie et Sucrerie Say. L'entreprise adjoint en 1951 les activités de fabrique d'engrais et de pâte à papier, avant de fermer en 1978.
D'autres entreprises sont créées à Saint-Just-en-Chaussée, tel que la production de métiers à tisser pour la bonneterie par Édouard Tailbouis puis Auguste Bonamy et Léon de Séréville.
Première Guerre mondiale
En septembre 1914, dans le cadre de son déplacement pour rejoindre ce qui allait être connu comme le combat de la Rougemare et des Flamants, un commando allemand chargé de faire sauter le pont d'Oissel (Seine-Maritime), traversa le village, à bord de véhicules à moteur, ce qui était alors une nouveauté[réf. nécessaire].
Lors du bombardement du 9 novembre 1916 qui visait la gare et les voies ferrées, vers 7 h 45, plusieurs bombes atteignent le café situé au 107 rue de Beauvais (actuelle rue de la Libération). Marie Lory, la tenancière, et sa belle-sœur Eugénie sont tuées, ainsi que deux consommateurs : Charles Lemaire et Émile Lesueur. Trois soldats trouvent également la mort à cette occasion. De nouveaux bombardements se produisent, notamment celui du 27 mai 1918 où 178 obus tombent sur la ville en moins de 24 heures, et durent jusque fin août 1918. Selon l'époque, la ville accueille des réfugiés ou est évacuée de sa population,.
À la fin de la guerre, en avril 1918, lors des dernières contre-attaques allemandes de l'Opération Michael et de l'Offensive du Printemps, la commune abrita un centre d'évacuation de matériels agricoles français,.
La sucrerie est utilisée comme poste sanitaire puis devient l'hôpital militaire 15bis,.
Saint-Just est libérée le 23 octobre 1918
Durant la guerre, la commune subit des destructions. Des baraquements en bois furent construits pour reloger des sinistrés et certains subsistaient en 2003,.
La ville a été décorée de la Croix de guerre 1914-1918 le 11 août 1920 avec la citation : « Envahie en 1914 et libérée par la victoire de la Marne, s'est trouvée de nouveau après l'offensive allemande de 1918 à quelques kilomètres du front. Nœud important de voies ferrées, a été l'objet de violents et journaliers bombardements par canons, sans cesser de faire preuve du plus beau courage ».

## Politique et administration

### Rattachements administratifs
La commune se trouve depuis 1942 dans l'arrondissement de Clermont du département de l'Oise (département).
Elle était depuis 1793 le chef-lieu du canton de Saint-Just-en-Chaussée. Dans le cadre du redécoupage cantonal de 2014 en France, cette circonscription administrative territoriale a disparu, et le canton n'est plus qu'une circonscription électorale.

### Rattachements électoraux
Pour les élections départementales, la commune est depuis 2014 le bureau centralisateur d'un nouveau canton de Saint-Just-en-Chaussée porté de 29 à 84 communes
Pour l'élection des députés, elle fait partie de la première circonscription de l'Oise depuis 2012.

### Intercommunalité
Saint-Just-en-Chaussée est la commune la plus peuplée de la communauté de communes du Plateau Picard, un établissement public de coopération intercommunale (EPCI) à fiscalité propre créé en 2000 et auquel la commune a transféré un certain nombre de ses compétences, dans les conditions déterminées par le code général des collectivités territoriales.
.

### Tendances politiques et résultats
Lors du premier tour de l'élections municipales de 2014 dans l'Oise, la liste UMP menée par le maire sortant Frans Desmedt obtient la majorité absolue des suffrages exprimés, avec 1 899 voix (79,89 %, 26 conseillers municipaux élus dont 7 communautaires), devançant très largement celle DVG (PCF) menée par Alain Deflers  qui a recueilli 478 voix (20,11 %, 3 conseillers municipaux élus).
Lors de ce scrutin, 36,80 % des électeurs se sont abstenus.
Lors de l'élections municipales de 2020 dans l'Oise, seule la liste DVD (LR) menée par le maire sortant Frans Desmedt est candidate. Elle recueille donc 100 % des 1 128 suffrages exprimés et est élue en totalité, lors d'un scrutin marqué par la pandémie de Covid-19 en France où 67,84 % des électeurs se sont abstenus.
Après la mort de Frans Desmest, des élections municipales sont organisées le 2 juillet 2023 où seule la liste menée par Bernard Dubouil, ancien premier maire-adjoint et maire par intérim, est candidate. Elle recueille donc la totalité des suffrages exprimés, avec 981 voix. Lors de ce scrutin, 73,63% des électeurs se sont abstenus et 5,67 % des votants ont choisi un bulletin blanc ou nul.

### Liste des maires
| Période                                  | Période                      | Identité                           | Étiquette                      | Qualité |
| ---------------------------------------- | ---------------------------- | ---------------------------------- | ------------------------------ | --- |
| Les données manquantes sont à compléter. |                              |                                    |                                | |
| novembre 1792                            | octobre 1794                 | Louis Dufour                       |                                | |
| octobre 1794                             | novembre 1794                | Pierre Pillon                      |                                | |
| novembre 1794                            | octobre 1795                 | Pierre Théron                      |                                | |
| novembre 1795                            | mars 1797                    | Just Victor Emmanuel Théron        |                                | |
| avril 1797                               |                              | Pierre Étienne François Bailly     |                                | |
| mai 1800                                 | avril 1802                   | Charles Le Grand                   |                                | |
| octobre 1810                             | janvier 1816                 | Pierre Bailly                      |                                | |
| octobre 1810                             | janvier 1816                 | Louis Champy                       |                                | |
| février 1816                             | octobre 1819                 | Louis Augustin Bouchez             |                                | |
| octobre 1819                             | juillet 1825                 | Prix Lefevre                       |                                | |
| juillet 1825                             | juillet 1832                 | Bernard Isidore Dupuy              |                                | |
| novembre 1832                            | août 1836                    | Jean François Legros               |                                | |
| 1837                                     | septembre 1849               | Juste Antoine Mahieux              |                                | |
| octobre 1849                             | août 1852                    | M. Binant                          |                                | |
| août 1852                                | août 1860                    | Nicolas Marcel Bault               |                                | |
| août 1860                                | septembre 1870               | Victorien Le Grand                 | Centre gauche puis Tiers-parti | Propriétaire Haut fonctionnaire, directeur général des Eaux et Forêts (1836 → 1838) Député de l'Oise (1831 → 1848) Conseiller général de Saint-Just-en-Chaussée (1833 → 1837, 1841 → 1852 et 1873 → 1877) Commandeur de la Légion d'honneur                 |
| septembre 1870                           | février 1874                 | Ernest Mercier                     |                                | |
| février 1874                             | juin 1876                    | Victorien Le Grand                 | Centre gauche puis Tiers-parti | Propriétaire Haut fonctionnaire, directeur général des Eaux et Forêts (1836 → 1838) Député de l'Oise (1831 → 1848) Conseiller général de Saint-Just-en-Chaussée (1833 → 1837, 1841 → 1852 et 1873 → 1877) Commandeur de la Légion d'honneur                 |
| juin 1876                                | avril 1882                   | Ernest Mercier                     |                                | |
| mai 1882                                 | septembre 1883               | Gustave Hainsselin                 | Républicain                    | Ingénieur civil Député de l'Oise (1889 → 1898) Conseiller général de Saint-Just-en-Chaussée (1883 → 1907) |
| mai 1884                                 | mai 1900                     | Alexandre Demont                   |                                | |
| mai 1900                                 |                              | Alfred Georges Constancien Baticle |                                | |
|                                          |                              |                                    |                                | |
| mars 1969                                | mars 1977                    | Gérard Berton                      |                                | Directeur d'entreprise de travaux publics |
| mars 1977                                | mars 2001                    | Jean-Pierre Braine                 | PS puis DVG                    | Instituteur Député de l'Oise (7e circ.) (1981 → 1986 et 1988 → 2002) Conseiller général de Saint-Just-en-Chaussée (1973 → 2004) |
| mars 2001                                | mai 2023                     | Frans Desmedt,                     | RPR puis UMP puis DVD          | Agriculteur Conseiller général puis départemental de St-Just-en-Chaussée (2004 → 2023) Vice-président du Conseil départemental de l'Oise (2015 → 2021) Président de la CC du Plateau Picard (2008 → 2023) Chevalier de la Légion d'honneur Mort en fonction |
| juillet 2023                             | En cours (au 8 juillet 2023) | Bernard Dubouil                    |                                | Ancien officier supérieur de l'Armée de l'air Vice-président de la CC du Plateau Picard (2023 → ) |

### Distinctions et labels
La commune a obtenu en 2019 le label  « Ville active et sportive - deux lauriers » du Conseil national des villes actives et sportives ( CNVAS), qui distingue pour trois ans les communes développant des politiques volontaristes afin de promouvoir l'activité physique et sportive, sous toutes ses formes, et accessible au plus grand nombre.
257 collectivités françaises ont ainsi été distingués par 1 à 4 lauriers pour la période 2019-2021.

### Jumelages
Jumelages :
- Nivelles (Belgique).
- Diafarabé (Mali).

## Population et société

### Démographie

#### Évolution démographique
L'évolution du nombre d'habitants est connue à travers les recensements de la population effectués dans la commune depuis 1793. Pour les communes de moins de 10 000 habitants, une enquête de recensement portant sur toute la population est réalisée tous les cinq ans, les populations de référence des années intermédiaires étant quant à elles estimées par interpolation ou extrapolation. Pour la commune, le premier recensement exhaustif entrant dans le cadre du nouveau dispositif a été réalisé en 2008.

En 2022, la commune comptait 5 940 habitants, en évolution de −0,87 % par rapport à 2016 (Oise : +0,87 %, France hors Mayotte : +2,11 %).
| 1793 | 1800 | 1806 | 1821  | 1831  | 1836  | 1841  | 1846  | 1851  |
| ---- | ---- | ---- | ----- | ----- | ----- | ----- | ----- | ----- |
| 802  | 774  | 954  | 1 020 | 1 120 | 1 204 | 1 364 | 1 522 | 1 602 |

| 1856  | 1861  | 1866  | 1872  | 1876  | 1881  | 1886  | 1891  | 1896  |
| ----- | ----- | ----- | ----- | ----- | ----- | ----- | ----- | ----- |
| 1 642 | 1 745 | 1 742 | 1 742 | 2 473 | 2 542 | 2 488 | 2 405 | 2 376 |

| 1901  | 1906  | 1911  | 1921  | 1926  | 1931  | 1936  | 1946  | 1954  |
| ----- | ----- | ----- | ----- | ----- | ----- | ----- | ----- | ----- |
| 2 515 | 2 687 | 2 907 | 2 873 | 2 917 | 3 013 | 2 970 | 2 849 | 3 092 |

| 1962  | 1968  | 1975  | 1982  | 1990  | 1999  | 2006  | 2008  | 2013  |
| ----- | ----- | ----- | ----- | ----- | ----- | ----- | ----- | ----- |
| 3 575 | 3 722 | 4 063 | 4 257 | 4 927 | 5 498 | 5 516 | 5 522 | 5 979 |

| 2018  | 2022  | - | - | - | - | - | - | - |
| ----- | ----- | - | - | - | - | - | - | - |
| 6 033 | 5 940 | - | - | - | - | - | - | - |

#### Pyramide des âges
La population de la commune est relativement jeune.
En 2018, le taux de personnes d'un âge inférieur à 30 ans s'élève à 38,4 %, soit au-dessus de la moyenne départementale (37,3 %). À l'inverse, le taux de personnes d'âge supérieur à 60 ans est de 23,9 % la même année, alors qu'il est de 22,8 % au niveau départemental.
En 2018, la commune comptait 2 925 hommes pour 3 108 femmes, soit un taux de 51,52 % de femmes, légèrement supérieur au taux départemental (51,11 %).
Les pyramides des âges de la commune et du département s'établissent comme suit.
| Hommes | Classe d’âge | Femmes |
| ------ | ------------ | ------ |
| 0,4    | 90 ou +      | 1,8    |
| 5,9    | 75-89 ans    | 10,0   |
| 15,0   | 60-74 ans    | 14,7   |
| 19,7   | 45-59 ans    | 19,1   |
| 19,4   | 30-44 ans    | 17,1   |
| 20,3   | 15-29 ans    | 18,2   |
| 19,4   | 0-14 ans     | 19,0   |

| Hommes | Classe d’âge | Femmes |
| ------ | ------------ | ------ |
| 0,5    | 90 ou +      | 1,4    |
| 5,5    | 75-89 ans    | 7,6    |
| 15,6   | 60-74 ans    | 16,3   |
| 20,8   | 45-59 ans    | 20     |
| 19,4   | 30-44 ans    | 19,4   |
| 17,6   | 15-29 ans    | 16,2   |
| 20,6   | 0-14 ans     | 19,1   |

Les habitants sont appelés les Saint-Justois et les Saint-Justoises.

## Économie
La commune accueille un important tissu économique à dominante industrielle :
- DS Smith Kaysersberg (groupe anglais DS Smith, 340 salariés),
- Mastics pour automobiles : PPG (États-Unis, 180 et 90 salariés),
- plastiques (Plastique Forme, 150 salariés),
- électronique AQL (140 salariés),
- vêtements de sécurité Dispovet (50 salariés, groupe Elf-Total) et gants de protection pour l'armée SFGI (40 salariés).
- Traitement de déchets industriels et huiles Chimirec-Valrecoise (65 salariés sur le site en 2018[54]), le traitement d'ordures Gurdebeke (25 salariés) à l'ancienne sucrerie,
- un centre E.Leclerc de 75 emplois.

## Culture locale et  patrimoine

### Lieux et monuments

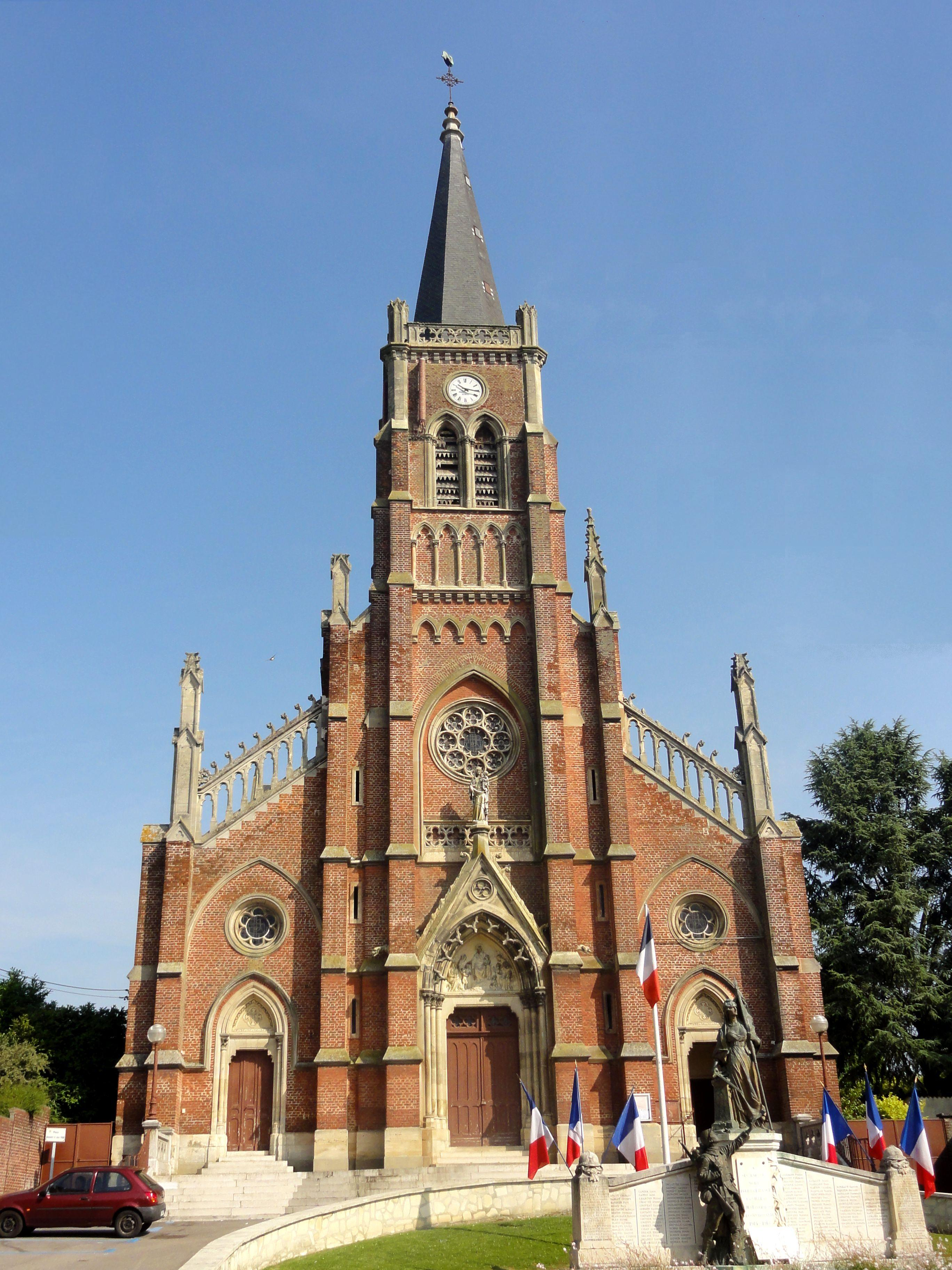
L'église.

Saint-Just-en-Chaussée ne compte aucun édifice classé ou inscrit monument historique sur son territoire.
Les monuments notables de Saint-Just sont :
- Hôtel de ville, rue de Paris (XIXe siècle)
- Église Saint-Just, rue de Beauvais (XIXe siècle) : construite sur les plans de Victor Delefortrie, de style néogothique, elle possède :
  - des fonts baptismaux du XIIe siècle proviennent de la première église brûlée en 1636 par les Espagnols;
  - un banc d'œuvre du XVIIIe siècle se trouve également dans l'édifice. Ces deux objets sont classés monument historique au titre objet[55],[56].
- Monument aux morts, devant l'église
- Propriété Naquet : espace vert avec étang de pêche où se trouve la source de l'Arré, il s'agit d'un site naturel inscrit depuis 1946[57].
- Ancienne Fontaine Syrique, datant de 298, dédiée au martyre de saint Just décapité en ce lieu ; elle était située rue de Montdidier.

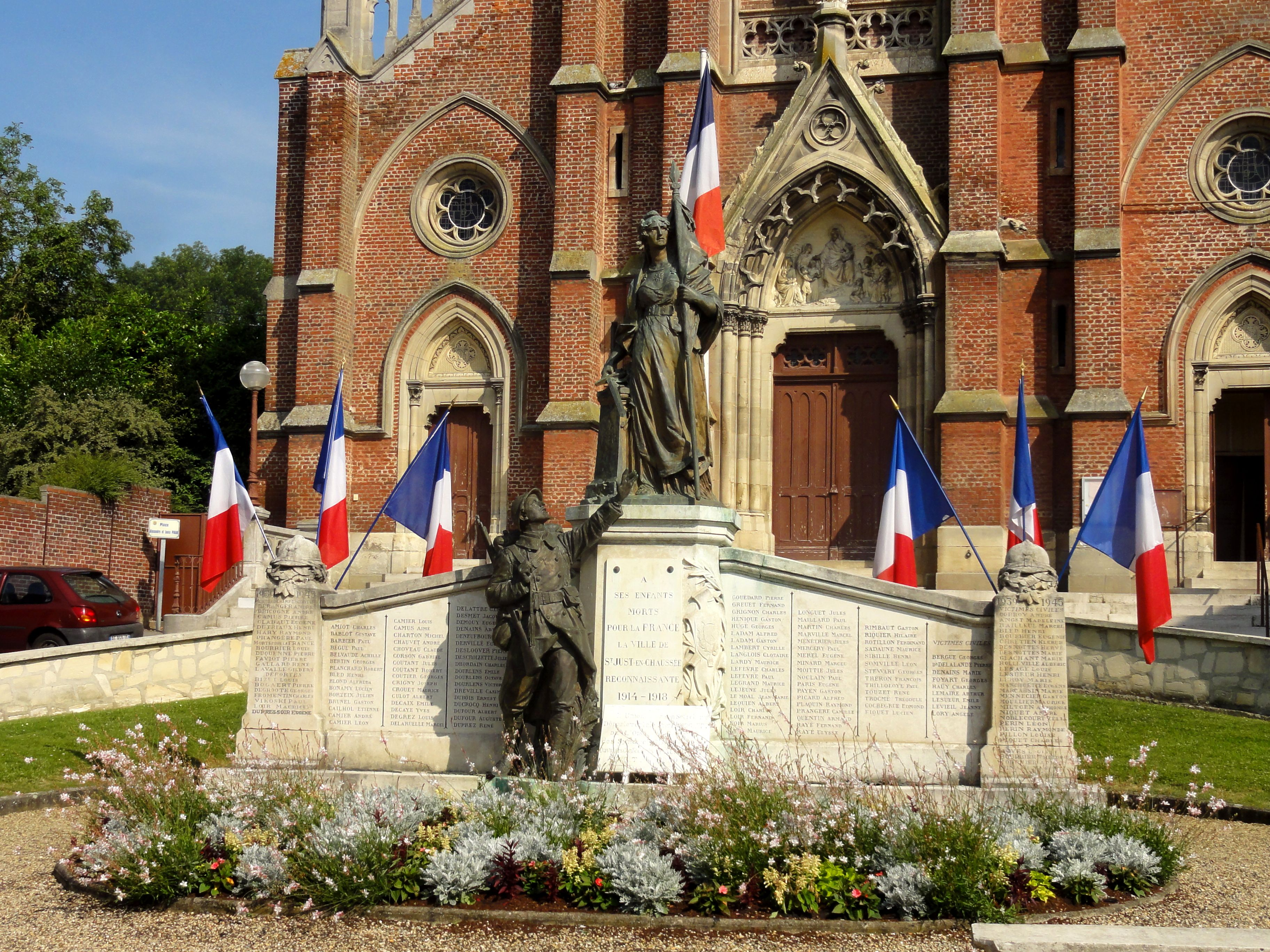
Monument aux morts.
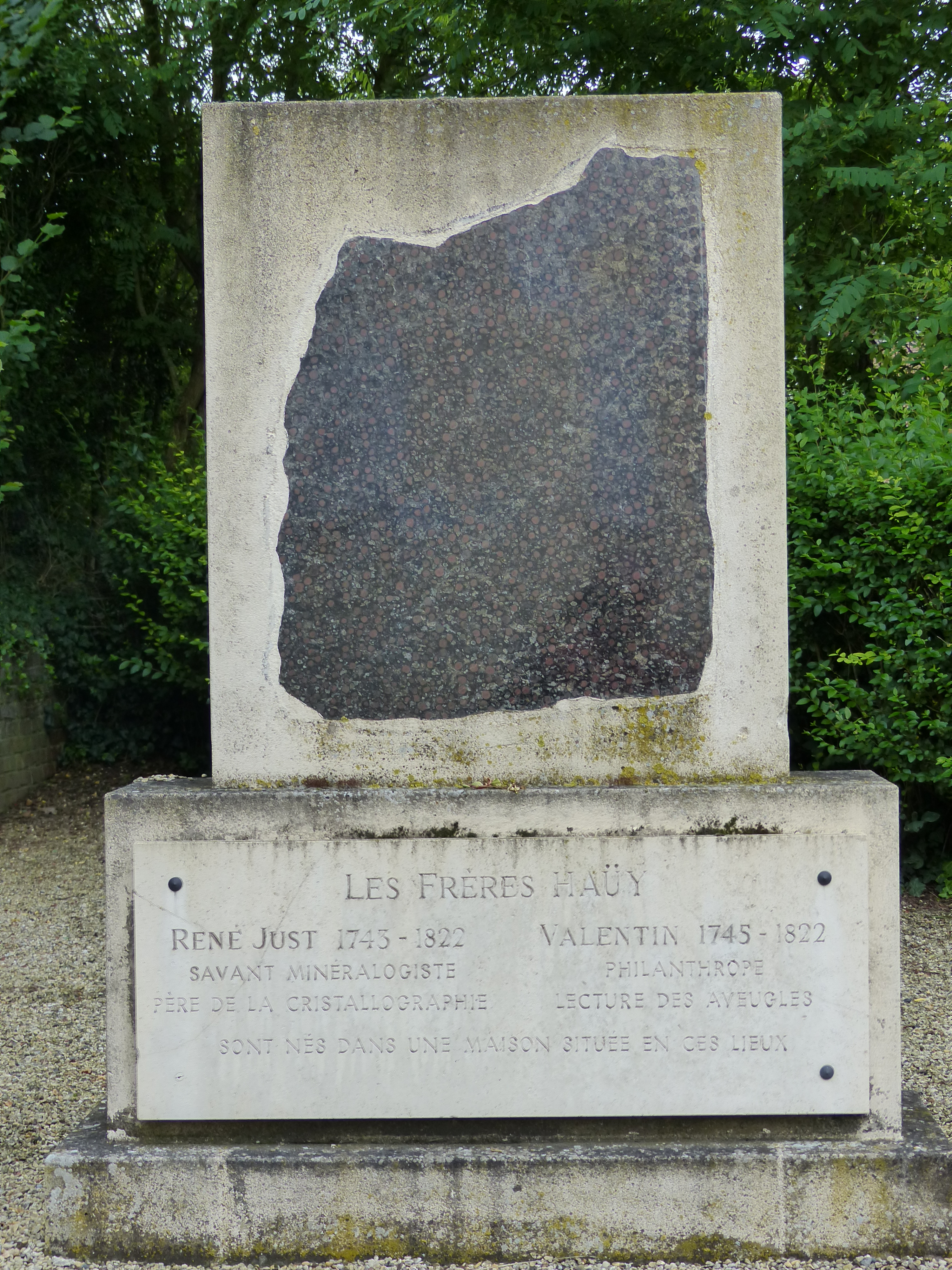
Monument aux frères Haüy, à l'emplacement de leur maison natale.
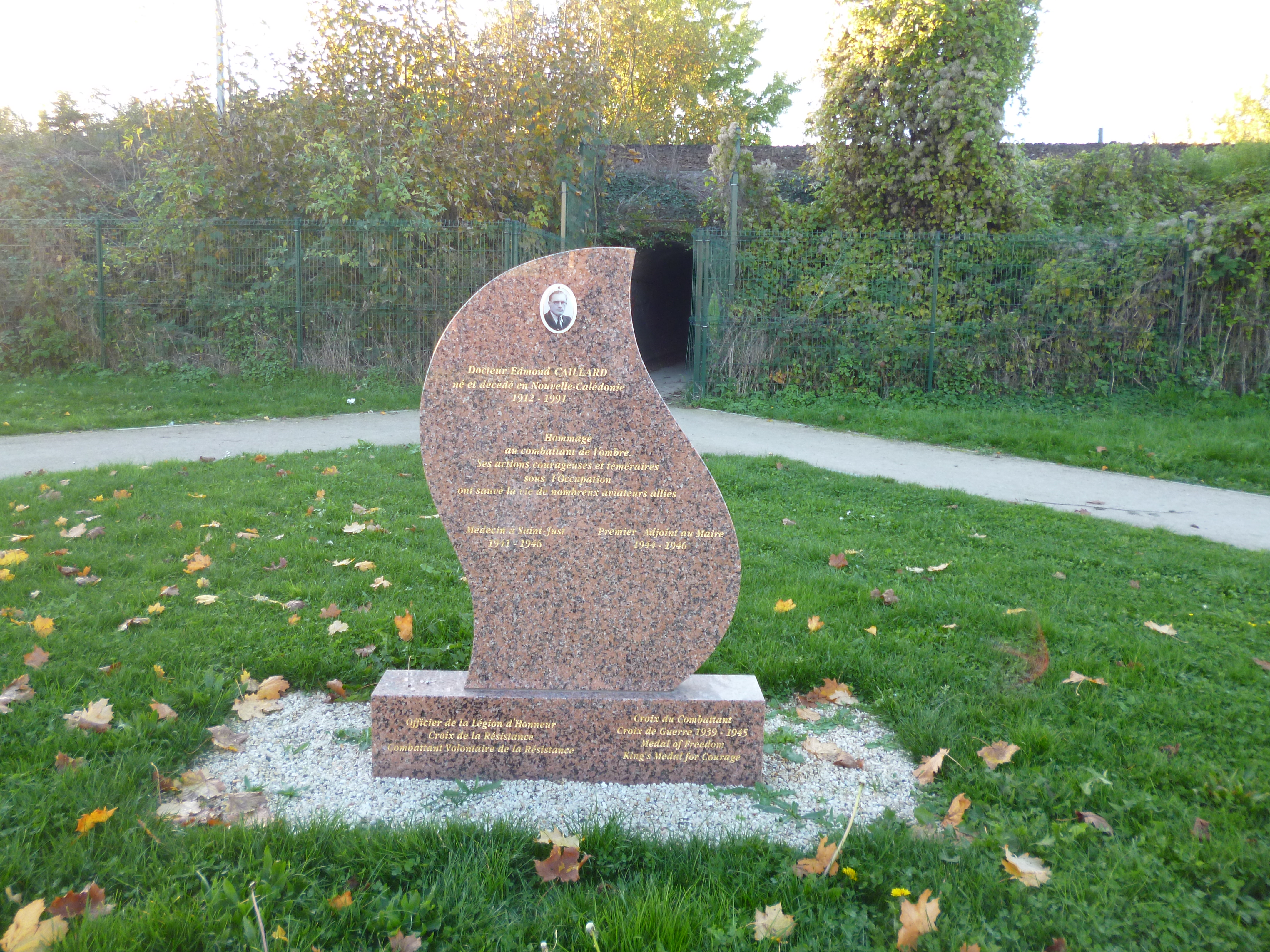
Monument en l'honneur d'Edmond Caillard.

### Personnalités liées à la commune
- L'abbé René Just Haüy, fondateur de la minéralogie moderne, y est né le 28 février 1743.
- Son frère Valentin Haüy, premier instituteur des aveugles, y est né le 13 novembre 1745.
- Jean-Louis-Marie Villain d'Aubigny  (1754-1804), homme de loi et révolutionnaire français y est né.
- Luc Jacques Edouard Dauchy (1757-1817), préfet de l'Empire y est né le 12 octobre 1757 et mort le 17 juillet 1817.
- Eugène Derveloy (1855-1923), homme politique, député de Seine-et-Marne de 1893 à 1898.
- Edmond Caillard (1912-1991), médecin et résistant, y a vécu et a été premier adjoint au maire de 1944 à 1946. Il a sauvé la vie de nombreux aviateurs alliés[58].
- Geneviève Guitry (1914-1963)
- Jean-Pierre Braine (1938-2009), ancien député de l'Oise (7e et 3e circonscription) fut également Maire durant quatre mandats.
- Yanna Rivoalen, rugbywoman internationale (née le 10 juin 1989 à Compiègne), y a grandi[59]

### Héraldique
| Blason de Saint-Just-en-Chaussée | Blason  | De gueules au chevron d'argent, accompagné d'une gourde d'or en pointe et de deux fleurs de lys du même en chef, et au lion passant de sable brochant sur le chevron. |
| Blason de Saint-Just-en-Chaussée | Détails | Le statut officiel du blason reste à déterminer. |

## Pour approfondir